# 1 Estoński Batalion SD
1 Estoński Batalion SD (niem. Estnische Sicherheitspolizei-Bataillon der SD 1, est. Eesti Julgeolekupolitsei ja SD pataljonides) - oddział wojskowy SD złożony z Estończyków podczas II wojny światowej.

## Historia
Został sformowany jesienią 1943 r. w obozie szkoleniowym pod Rygą spośród Estończyków zmobilizowanych do Legionu Estońskiego SS, którzy nie spełnili wszystkich wymagań zdrowotnych i pozostałych. Liczył ok. 500 ludzi. Na jego czele stanął Waffen-Haupsturmführer Manivald-Vilhelm Randla. Po kilku miesiącach przeszkolenia batalion przeniesiono na obszar okupowanej Estonii. 1 kompania stacjonowała w Männiku pod Tallinnem, 2 kompania - w Kiviöli, 3 i 4 kompanie - w Pankjavitsa w rejonie Tartu. Pierwsze dwie kompanie zabezpieczały rejon Narwy, zaś pozostałe dwie - Tartu. Zwalczały głównie sowieckie grupy dywersyjno-rozpoznawcze zrzucane na spadochronach. W marcu 1944 r. nowym dowódcą został Waffen–Obersturmführer Kristjan Pett. W sierpniu tego roku batalion wziął udział w walkach z Armią Czerwoną na froncie w rejonie Tartu, ponosząc ciężkie straty. Na przełomie września i października tego roku resztki oddziału zostały wycofane do Prus Wschodnich. Ostatnim dowódcą był Waffen–Untersturmführer Felix Rommisto.

## Struktura organizacyjna
- 1. Kompanie - Waffen-Haupsturmführer Rudolf Soodla
- 2. Kompanie - Waffen–Obersturmführer Kristjan Pett, Waffen–Untersturmführer Jaan Pärna
- 3. Kompanie - Waffen–Untersturmführer Felix Rommisto
- 4. Kompanie